# Thomas Funk

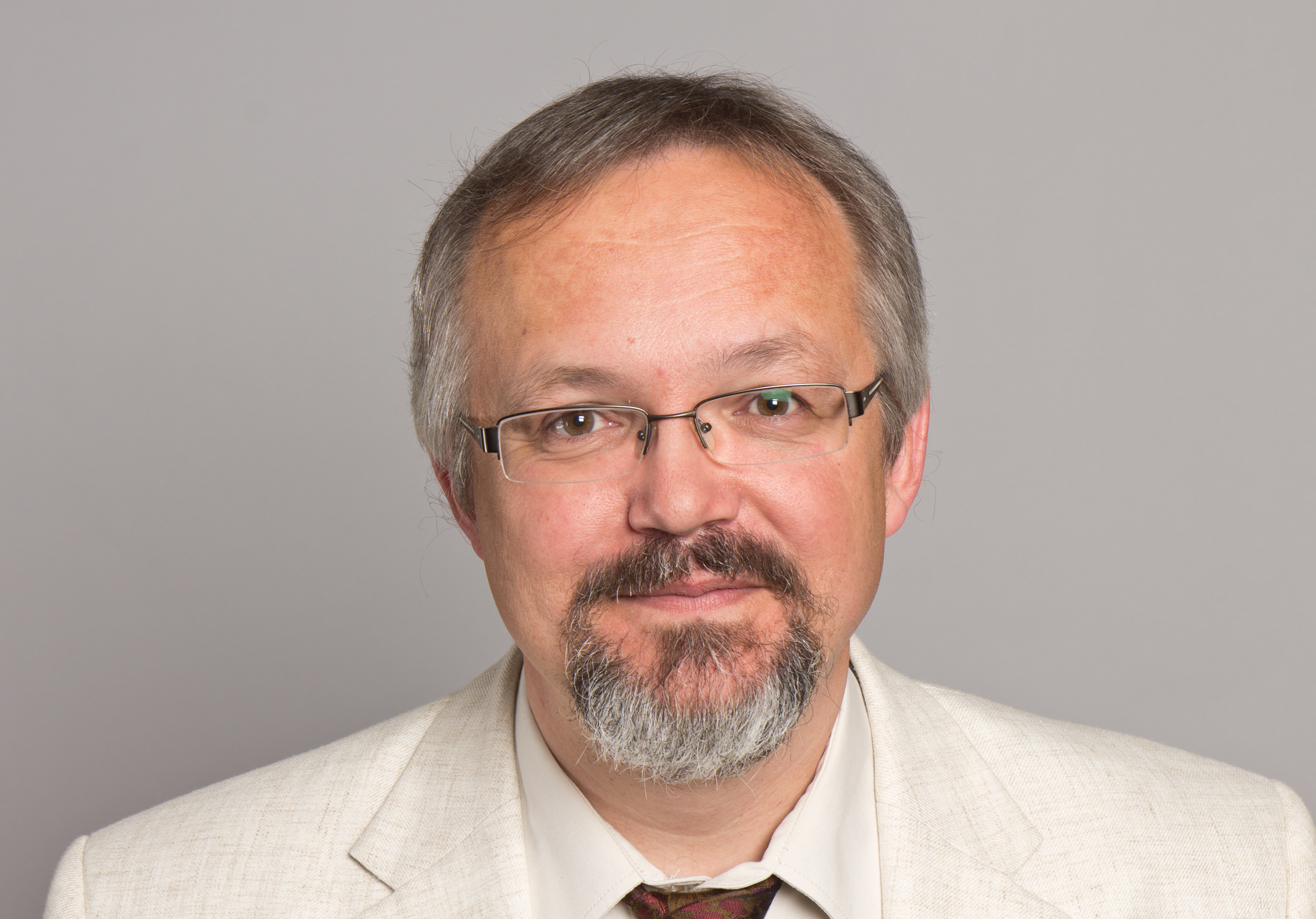
Thomas Funk, 2013

Thomas Funk (* 24. November 1962 in Bad Wimpfen) ist ein deutscher Politiker der SPD und war von 2011 bis 2016 Mitglied des Landtags von Baden-Württemberg.

## Ausbildung und Beruf
Nach der Grundschule in Epfenbach und dem Abitur am Adolf-Schmitthenner-Gymnasium in Neckarbischofsheim studierte Thomas Funk Politik- und Wirtschaftswissenschaften an der Ruprecht-Karls-Universität in Heidelberg. Zunächst arbeitete er in der Personalentwicklung eines großen Versicherungsunternehmens. Danach war er Konzeptentwickler und Referent in der Erwachsenenbildung.

## Politische Tätigkeit
Thomas Funk ist seit 1982 Mitglied der SPD. Von 1989 bis 2003 war er Mitglied des Gemeinderats der Gemeinde Epfenbach. Von 1996 bis 2006 koordinierte er die Sozialdemokratische Gemeinschaft für Kommunalpolitik e.V. (SGK) auf Kreisebene. Erstmals 1989 in den SPD-Kreisvorstand gewählt, führte er als Vorsitzender der SPD Rhein-Neckar von 2009 bis 2021 den mitgliederstärksten Kreisverband der SPD Baden-Württemberg. Bei der Landtagswahl in Baden-Württemberg 2011 wurde er über ein Zweitmandat im Wahlkreis Sinsheim in den Landtag von Baden-Württemberg gewählt. Bei der Landtagswahl 2016 erhielt er 15,0 % der Stimmen und damit kein erneutes Mandat. Seitdem ist er im Veranstaltungsteam der "Lobbacher Gespräche" aktiv, das den Bürgerdialog mit prominenten Referenten organisiert.

## Familie und Privates
Thomas Funk ist evangelisch. Er lebt in Sinsheim, ist verheiratet und hat zwei Kinder.